# Earthrise (jeu vidéo, 2011)
Pour les articles homonymes, voir Earthrise.
Earthrise est un jeu vidéo de type MMORPG développé par Masthead Studios et édité par Iceberg Interactive, sorti en 2011 sur Windows.
Les serveurs ont fermé le 9 février 2012.

## Accueil
- Jeuxvideo.com : 5/20[2]